# Ceratinia poeciloides
Ceratinia poeciloides is een vlinder uit de familie Nymphalidae. De wetenschappelijke naam van de soort is voor het eerst geldig gepubliceerd in 1919 door Norman Denbigh Riley.